# ニワタケ
ニワタケ（庭茸、学名: Tapinella atrotomentosa）は、イグチ目イチョウタケ科イチョウタケ属の中型から大型のキノコ（菌類）。別名、モンバタケ。英語圏では Velvet roll-rim や velvet-footed pax とも呼ばれる。

## 分類
August Batsch によって Paxillus atrotomentosus との名前で記載された。この分類ではイグチ目のヒダハタケ科ヒダハタケ属に分類することになるが、現在ではイチョウタケ属に分類されている。

## 形態
子実体は傘と柄からなる。傘は6 - 20センチメートル (cm) 程度まで育ち、はじめは丸山形からまんじゅう形だが、のちに大きく開いて扁平となり、成菌になると中央が浅く窪んで周辺が反り返った漏斗型になる。傘表面の色はさび褐色から暗褐色で、ビロード状の細かな毛で密に覆われるが、古くなるとほぼ無毛になる。傘の端は、はじめ内側に丸まっている。傘裏のヒダは密で、はじめ肌色でのちに黄褐色になり、柄に対して垂生している。肉は繊維質で堅い。
柄は中まで詰まった中実で強靱、高さは3 - 12 cm、太さ1 - 3 cmほどある。表面は黒褐色の粗い毛で覆われている。柄は傘の中心から外れてつく。

## 生態・分布
腐生菌。夏から秋にかけて、マツの針葉樹林の林床や切り株、枯れ木の上やその周辺に単生または群生する。変種のヤブニワタケ（藪庭茸、ver. bambusinus）は、竹林の切り株やその付近の地上から発生する。北アメリカやヨーロッパに分布している。

## 食用
日本では可食とされている。一方、中国など日本国外では有毒とされているが症状は不明である。食べるときは、傘をスライスしてから、バター炒め、鉄板焼き、天ぷら、フライなどにすると紹介されている。
毒成分は不明とされ知られていないが、極めて苦く食べ辛い。その他の成分として、レクチン、ステロール類、ビスオスムンダラクトン、フラボメンチン、アトロメンチン、スピロメンチンなどの色素を含む。類似する食用キノコとして、オウギタケがある。